# Festubert
Festubert ist eine französische Gemeinde mit 1.253 Einwohnern (Stand: 1. Januar 2022) im Département Pas-de-Calais in der Region Hauts-de-France; sie gehört zum Arrondissement Béthune und zum Kanton Douvrin.

## Geographie
Die Gemeinde Festubert liegt am Nordrand des Nordfranzösischen Kohlereviers, 20 Kilometer westsüdwestlich von Lille und vier Kilometer östlich des Stadtzentrums von Béthune. Durch die Gemeinde führt im Süden der Canal d’Aire. Umgeben wird Festubert von den Nachbargemeinden La Couture im Nordwesten und Norden, Richebourg im Norden, Violaines im Osten, Givenchy-lès-la-Bassée im Südosten, Cuinchy im Süden sowie Beuvry im Südwesten und Westen.

## Geschichte
Während des Ersten Weltkriegs war Festubert ein wichtiger Ort im Rahmen des Aufmarsches zur Vierten Flandernschlacht. 

### Einwohnerentwicklung
| 1962                       | 1968 | 1975 | 1982 | 1990 | 1999 | 2006 | 2015 | 2022 |
| -------------------------- | ---- | ---- | ---- | ---- | ---- | ---- | ---- | ---- |
| 691                        | 679  | 670  | 770  | 1046 | 1120 | 1247 | 1319 | 1253 |
| Quellen: Cassini und INSEE |      |      |      |      |      |      |      |      |

## Sehenswürdigkeiten
- Kirche Notre-Dame
- zwei Soldatenfriedhöfe des Commonwealth

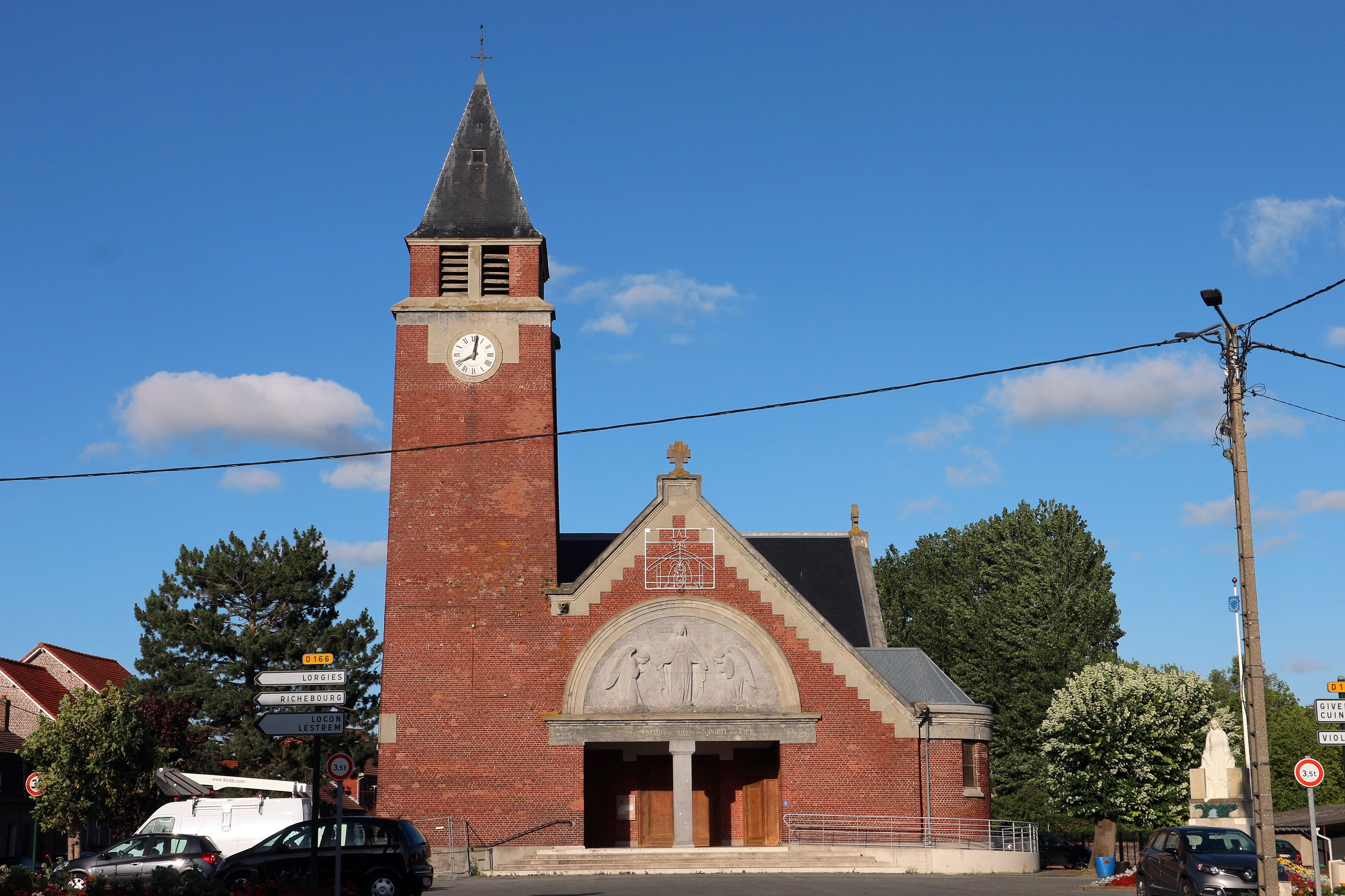
Kirche Notre-Dame
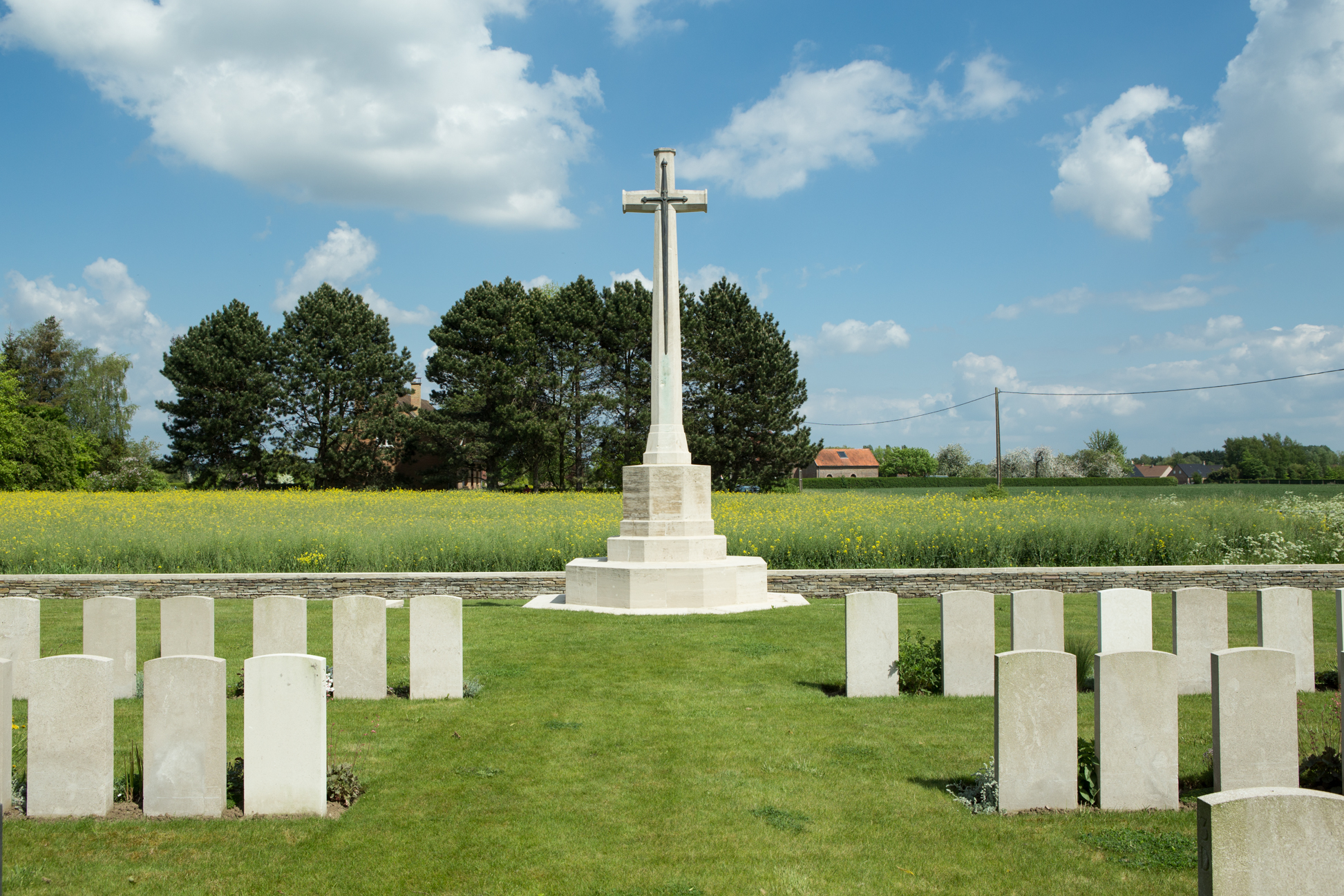
Post Office Rifles Cemetery
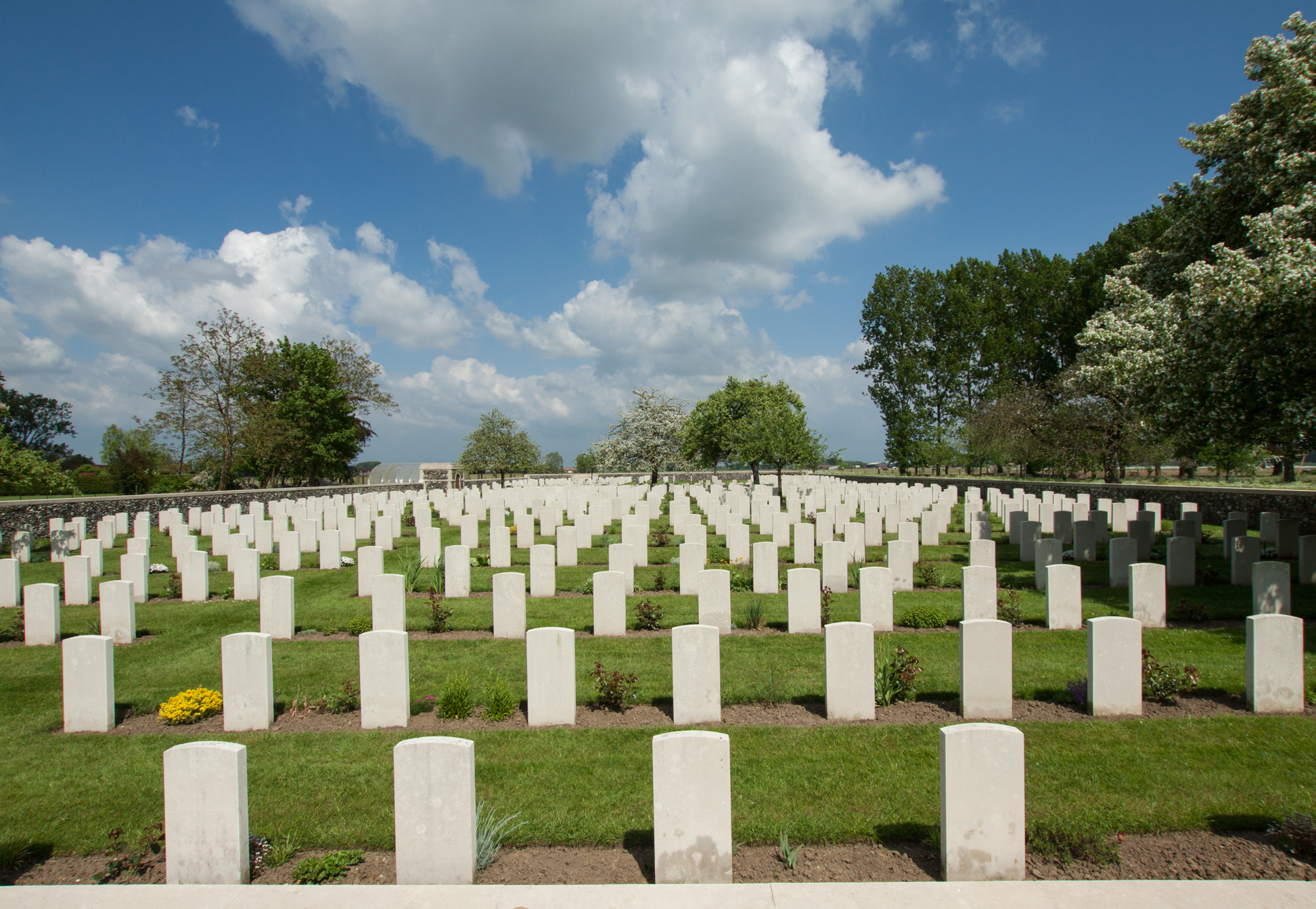
Brown's Road Military Cemetery